# Saint-Romain (Charente)
Saint-Romain település Franciaországban, Charente megyében. Lakosainak száma 513 fő (2022. január 1.). Saint-Romain Aubeterre-sur-Dronne, Bellon, Bonnes, Courlac, Les Essards, Laprade, Pillac és Rouffiac községekkel határos.

## Népesség
A település népessége az elmúlt években az alábbi módon változott:
| Lakosok száma | 506  | 460  | 437  | 535  | 557  | 566  | 529  | 508  | 511  | 513  |
|               | 1968 | 1982 | 1990 | 2006 | 2013 | 2015 | 2017 | 2019 | 2020 | 2022 |